# Aruba
Aruba je ostrov v Karibském moři, který tvoří jednu z konstitučních zemí Nizozemského království. Ostrov má rozlohu 180 km² a rozkládá se na jihoamerickém kontinentální šelfu v Karibském moři, západně od Curaçaa a 30 kilometrů od severního pobřeží Venezuely. Povrch ostrova je převážně kopcovitý, ale nejvyšší bod ostrova Jamanota dosahuje nadmořské výšky pouze 189 metrů. Jižní pobřeží je lemováno množstvím korálových útesů. Správním střediskem ostrova je město Oranjestad. V roce 2020 žilo na ostrově přibližně 119 tisíc osob.

## Historie
Prvními Evropany, kteří ostrov objevili, byli v roce 1499 Španělé. V průběhu 17. století se ostrov stal majetkem Nizozemí, když byl roku 1636 dobyt Nizozemci a od roku 1845 tvořila součást Nizozemských Antil. 1. ledna 1986 získal ostrov zvláštní status v rámci Nizozemského království. V roce 1928 postavila firma Royal Dutch Shell na Arubě první ropnou rafinérii. Zařízení bylo postaveno na západ od hlavního města Oranjestad, brzy přibylo další v oblasti nyní známé jako San Nicolas na východním konci Aruby. Tyto rafinérie zpracovávaly ropu z obrovských venezuelských ropných polí, což na ostrov přineslo prosperitu. Rafinérie na Arubě se stala jednou z největších na světě. Během druhé světové války bylo Nizozemsko okupováno nacistickým Německem. V roce 1940 se ropná zařízení na Arubě dostala pod kontrolu nizozemské exilové vlády v Londýně, což přimělo německé námořnictvo k několika útokům na tato zařízení, zejména v roce 1942. Zejména díky úsilí arubského politika Henny Emana získala Aruba v roce 1947 značnou nezávislost v rámci nizozemské koloniální říše a v srpnu 1947 i ústavu zvanou Staatsreglement. V roce 1954 byla v Nizozemsku přijata Charta Nizozemského království, která upravuje rámec vztahů mezi Nizozemskem a zámořskými územími. Vytvořila jednotku zvanou Nizozemské Antily, která spojila všechny holandské kolonie v Karibiku do jednoho správního celku. Toto uspořádání nemělo na Arubě pozitivní ohlas, protože nový celek tam byl vnímán jako ovládaný Curaçaem. V roce 1972 na konferenci v Nizozemské Guayaně navrhl arubský politik Betico Croes vytvoření společenství čtyř jednotek spojených personální unií nizozemským panovníkem: Aruba, Nizozemsko, Surinam a Nizozemské Antily. Založil stranu Movimiento Electoral di Pueblo, jejímž cílem byla větší autonomie, ale otevřeně hovořila i o tom, že konečným cílem je nezávislý stát. V roce 1976 s tímto výhledem Aruba přijala vlastní vlajku a státní hymnu. V březnu 1977 se konalo referendum, v němž 82% účastníků hlasovalo pro plnou nezávislost na Nizozemsku. Napětí se zvyšovalo, Croes ještě zintenzívnil tlak na nizozemskou vládu uspořádáním generální stávky v roce 1977. Poté byl přijat nizozemským předsedou vlády Joopem den Uylem, výsledkem byla dohoda na přípravě zprávy o možnostech nezávislosti nazvané Aruba en Onafhankelijkheid, achtergronden, modaliteiten, en mogelijkheden; een rapport in eerste aanleg (Aruba a nezávislost, pozadí, modality a příležitosti; předběžná zpráva). V březnu 1983 Nizozemci udělili Arubě autonomii v rámci království. V srpnu 1985 Aruba vypracovala ústavu. 1. ledna 1986, po volbách do svého prvního parlamentu, Aruba oficiálně vystoupila z Nizozemských Antil, a stala se jednou ze zemí Nizozemského království. Zároveň ohlásila, že počítá s plnou nezávislostí plánovanou na rok 1996. Roku 1986 rovněž zavedla vlastní měnu arubský florin (před tímto datem byl v oběhu gulden Nizozemských Antil). Ve stejném roce zemřel Croes, který byl vyhlášen za "Libertador di Aruba", velkého osvoboditele národa. Prvním premiérem v historii se ale nestal, ve volbách těsně před smrti byl poražen Henny Emanem z Arubanské lidové strany. Konec 80. let byl dobou kulminace nadšení z vize nezávislosti. Hodně však změnilo uzavření ropných rafinerií, hlavního zdroje relativního blahobytu Aruby. Od té doby začala Aruba sázet na cestovní ruch a začala zvažovat i negativní důsledky případné nezávislosti. V roce 1990 arubský premiér Nelsona Odubera požádal v nizozemském parlamentu o odklad přechodu na plnou nezávislost, a to bez určení nového termínu. Článek ústavy, který plánoval úplnou nezávislost Aruby, byl z ní vypuštěn v roce 1995. Aruba též zintenzivnila spolupráci s dalšími jednotkami Antil, zejména na rozvoji turistického ruchu.

## Symboly
Aruba, závislé území Nizozemského království, užívá vedle nizozemských symbolů i své vlastní. Mezi symboly patří vlajka, znak a hymna.

### Vlajka
Vlajka ostrova byla přijata 18. března 1976 a od 1. ledna 1986, když se Aruba stala autonomní zemí v rámci Nizozemského království, nahradila dřívější vlajku Nizozemských Antil.
Arubská vlajka je tvořena modrým listem o poměru stran 2:3, se dvěma vodorovnými, úzkými, žlutými pruhy v dolní části listu. V jeho levém horním rohu je červená, bíle lemovaná čtyřcípá hvězda.

### Znak
Arubský znak byl přijat usnesením ostrovní vlády dne 15. listopadu 1955.
Znak tvoří štít v barevné kombinaci azurové, zlaté, červené, zelené a stříbrné. Znak se skládá ze čtyř dílů, z nichž první znázorňuje rostlinu aloe ve zlaté barvě s azurovým pozadím. Druhá čtvrtina zobrazuje zelenou horu Hooiberg (jeden z vrcholů Aruby), která se vynořuje ze šesti vln v azurové a stříbrné barvě. Třetí čtvrtina ukazuje dvě spojené ruce v červené barvě se zlatým pozadím, symbolizující dobré vztahy Aruby se zbytkem světa. Poslední čtvrtina zobrazuje stříbrné ozubené kolo s červeným pozadím, které představuje průmysl jako zdroj příjmů. Znak kryje lev v červené barvě a dole je obklopen dvěma vavřínovými ratolestmi.

### Hymna
Arubská hymna je píseň Aruba dushi tera[ujasnit], kterou napsal arubský hudebník a skladatel Juan Chabaya Lampe. Přijata byla 18. března 1976.[zdroj?]

## Hospodářství
V 19. století proběhla na ostrově zlatá horečka. Po uzavření arubské rafinérie se turistický ruch stal hlavním zdrojem příjmu pro ostrovní ekonomiku a dnes je v něm zaměstnána většina populace ostrova. Jedinou tržní plodinou, která se na ostrově pěstuje, je aloe, jejíž výtažky se používají převážně v kosmetice a farmaceutickém průmyslu. Nejvýznamnější exportní položky jsou ropné produkty a alkoholické nápoje.

## Fotogalerie

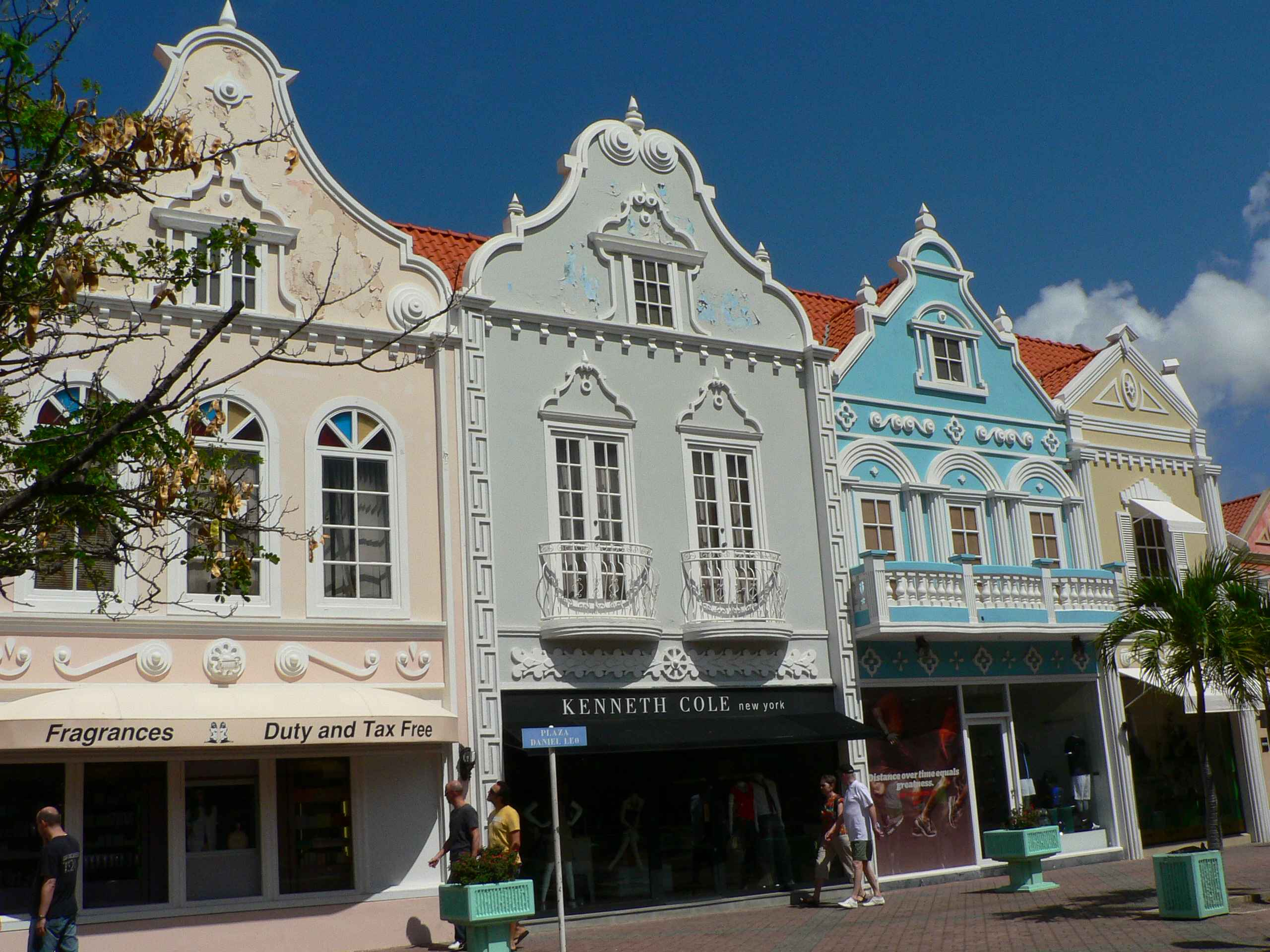
Nizozemská architektura, Oranjestad
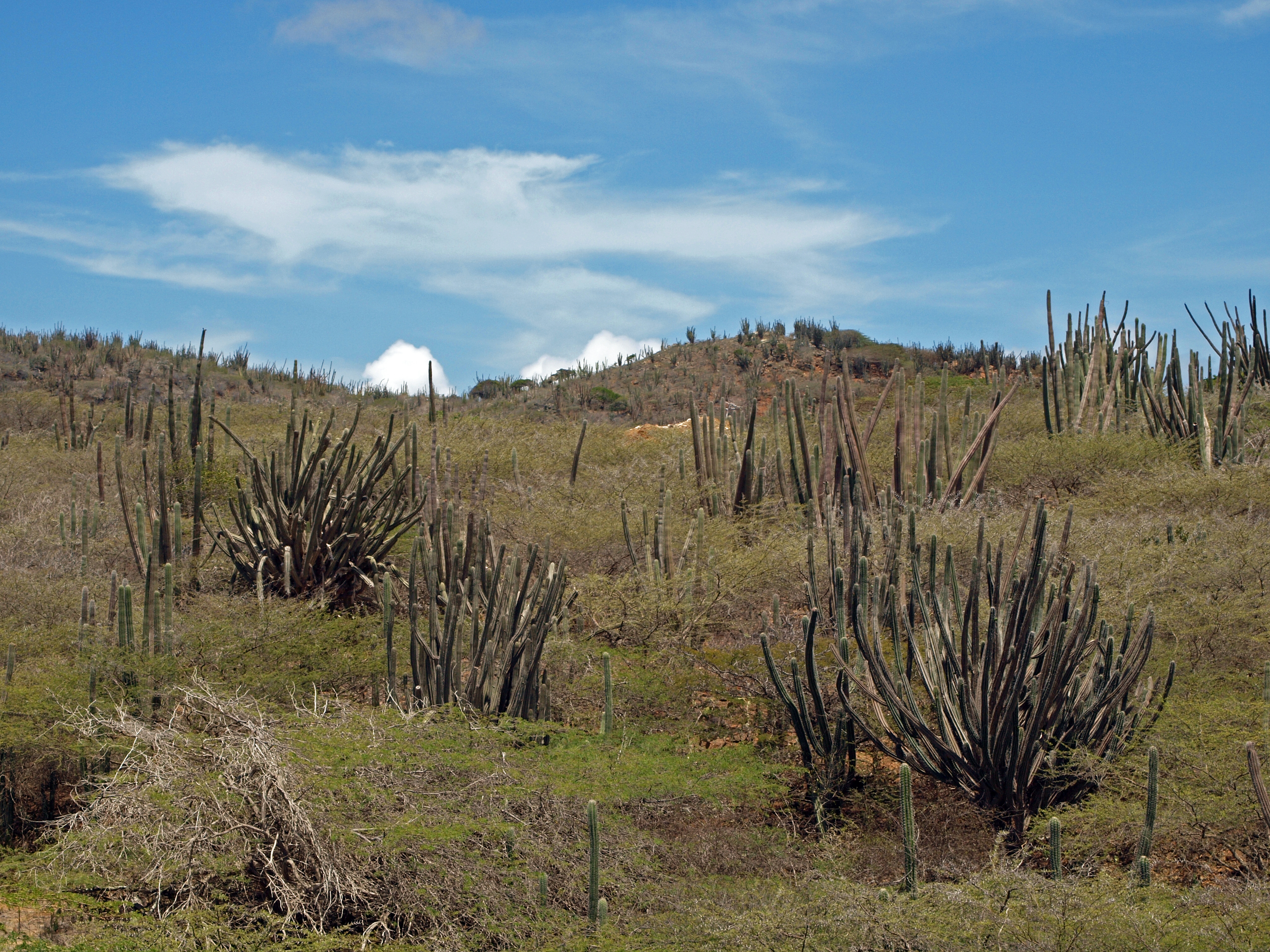
Národní park Arikok
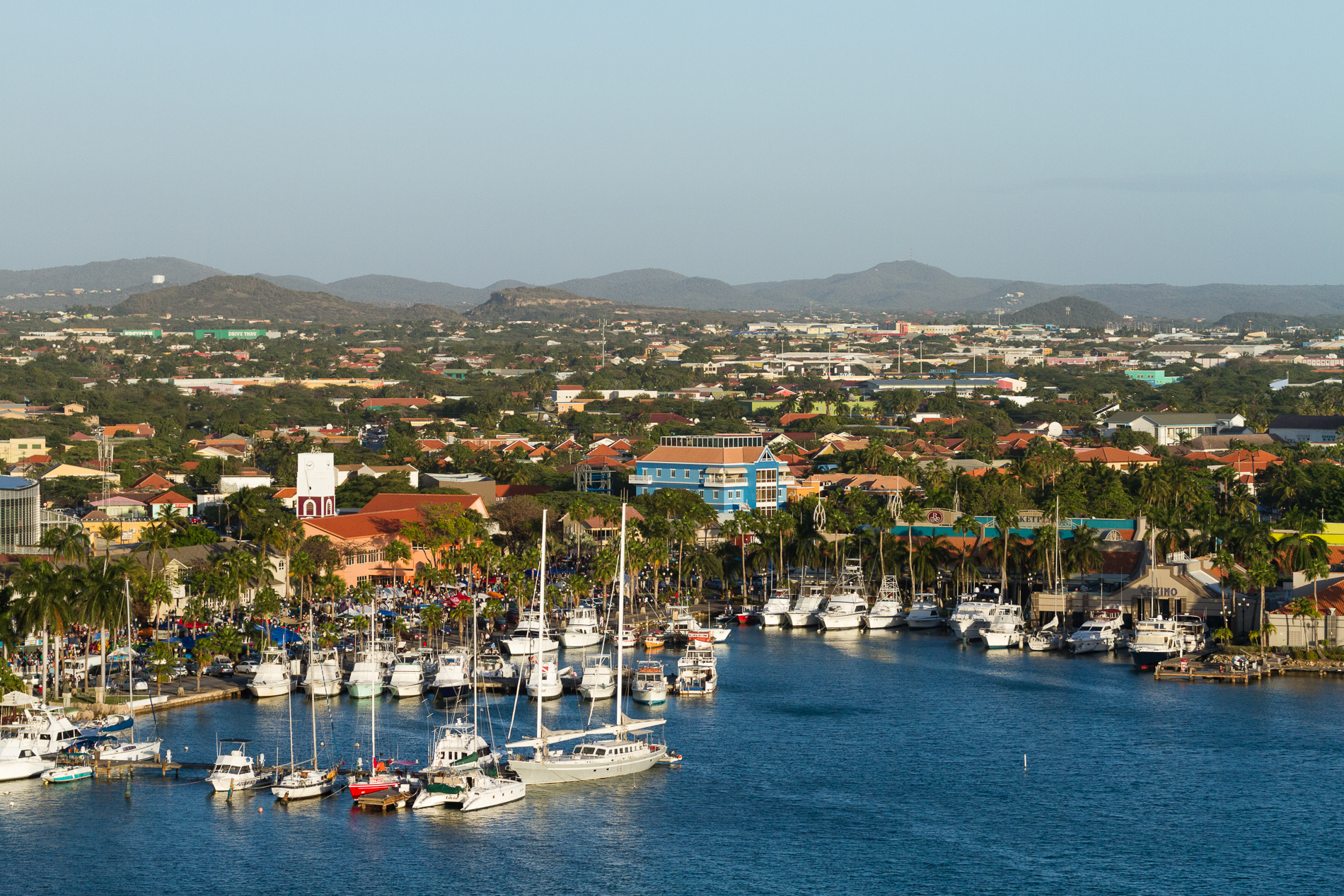
Aruba
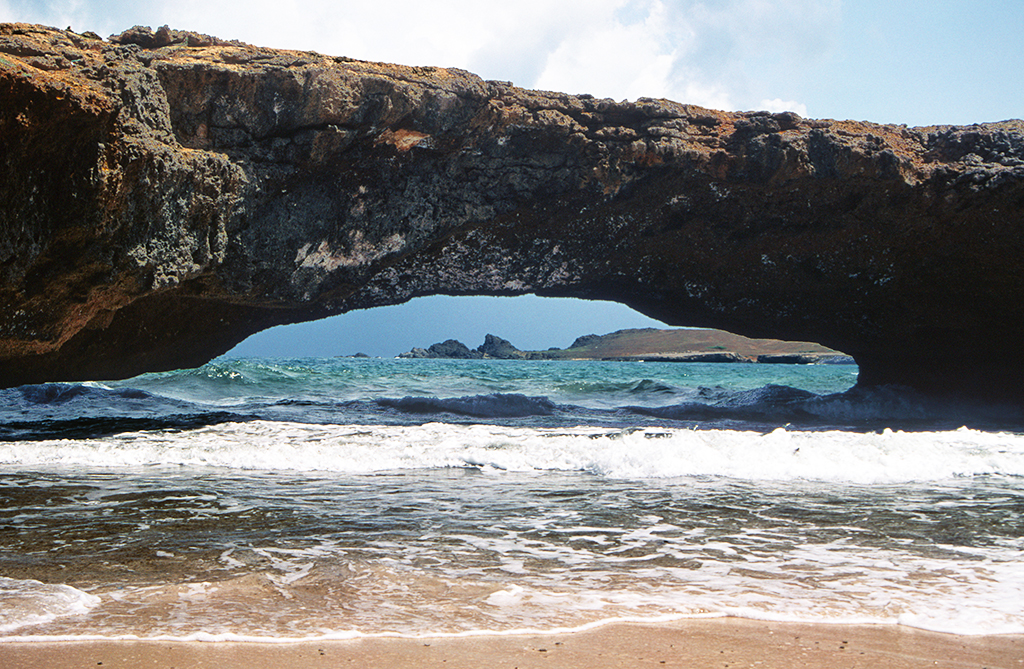
Natural Bridge